# فاسية الغاب
فاسية الغاب أو بق الغاب (الاسم العلمي Pentatoma rufipes)، حشرة مؤذية من فصيلة خماسيات الفصلات. جسمها مفلطح، نجمي الشكل يطلو نحو 14 مم. ثوبها أصحر اللون، كثيف التبثر الأسمر. بطنها أحمر مجذع بالأسود، وهو خماسي التجذيع عند الذكر، سباعيه عند الأنثى. رأسها مخروطي. خطمها مستطيل المتك. عيناها صغيرتان ماسحتان. زبانها مستطيلان، أسمران، كوسلها قليل العرض، مقرن الجانبين. حجفتها حمراء الطرف. ظهرانها حنطي اللون، أصحر الحنجب. قشرانها شفاف. قوائمها إلى الحمرة القرميدية الباهتة. تركب أوراق الأشجار الحرجية باستثناء الصنوبريات. رائحتها كريهة.

## معرض صور

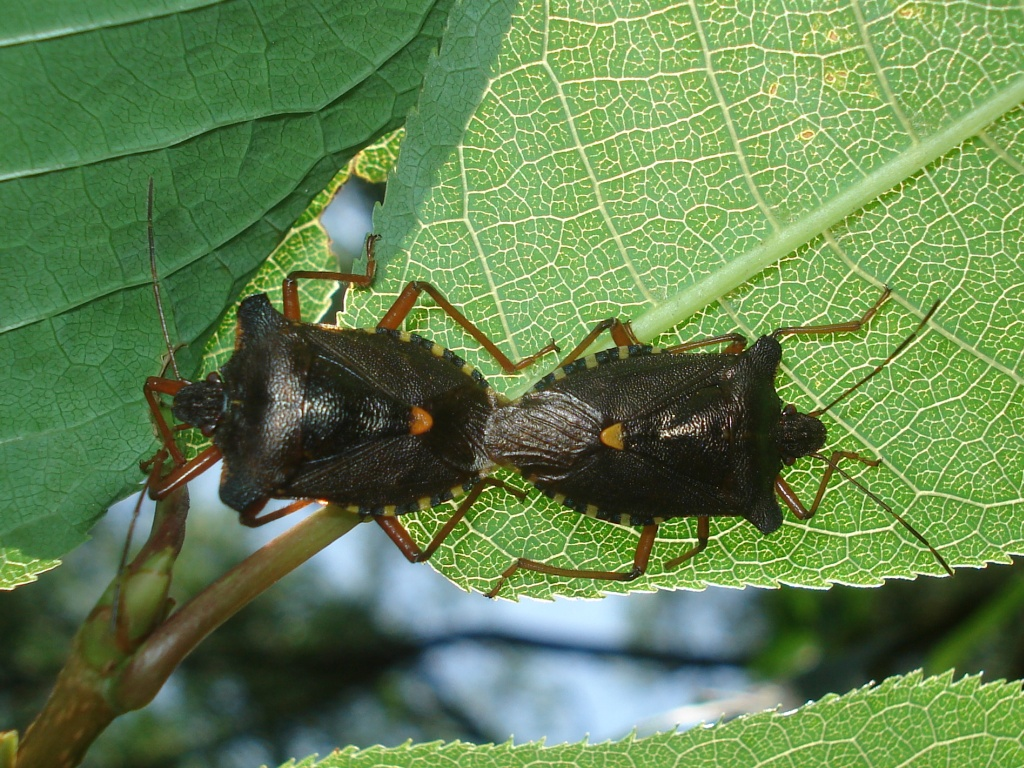
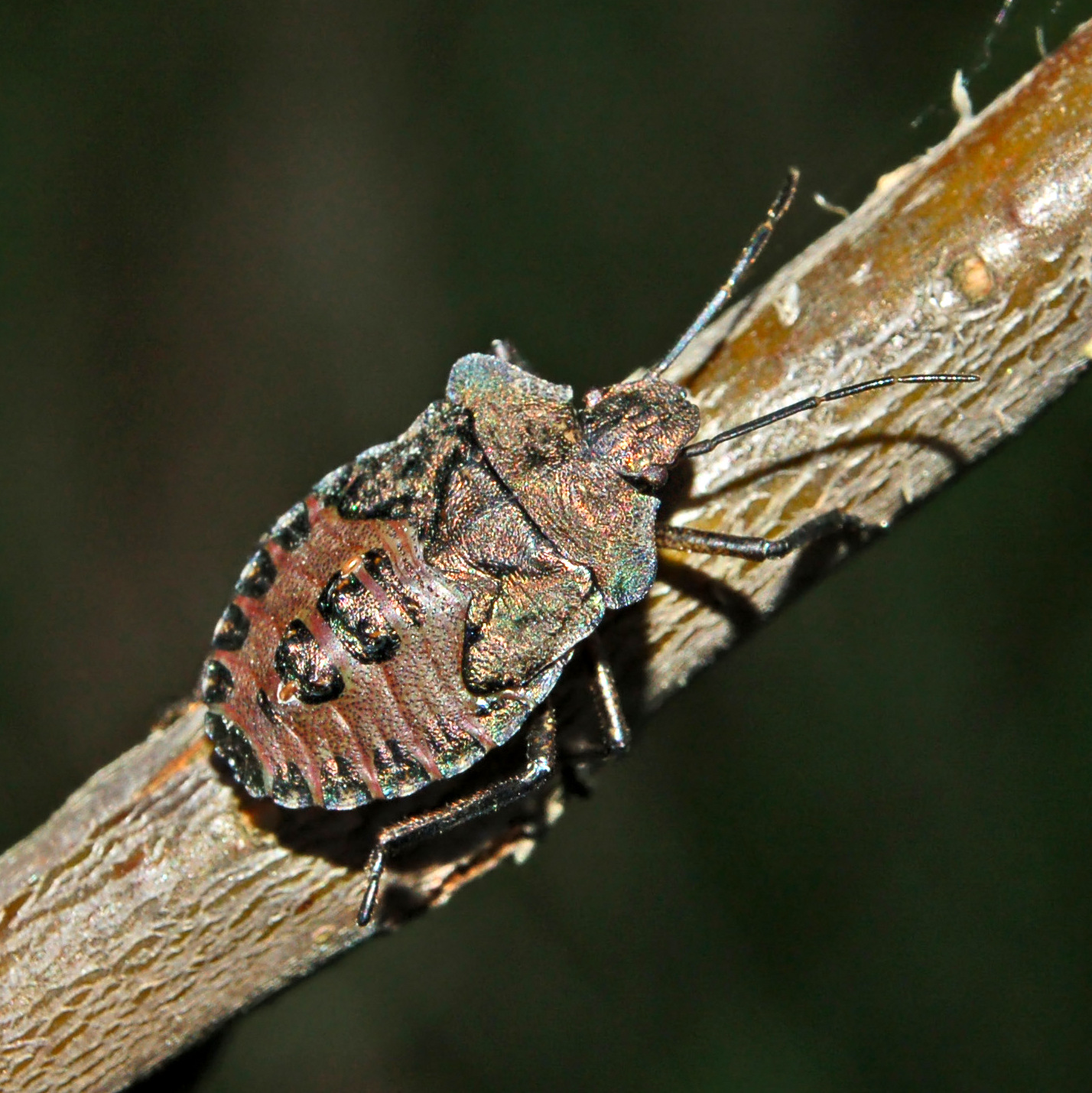
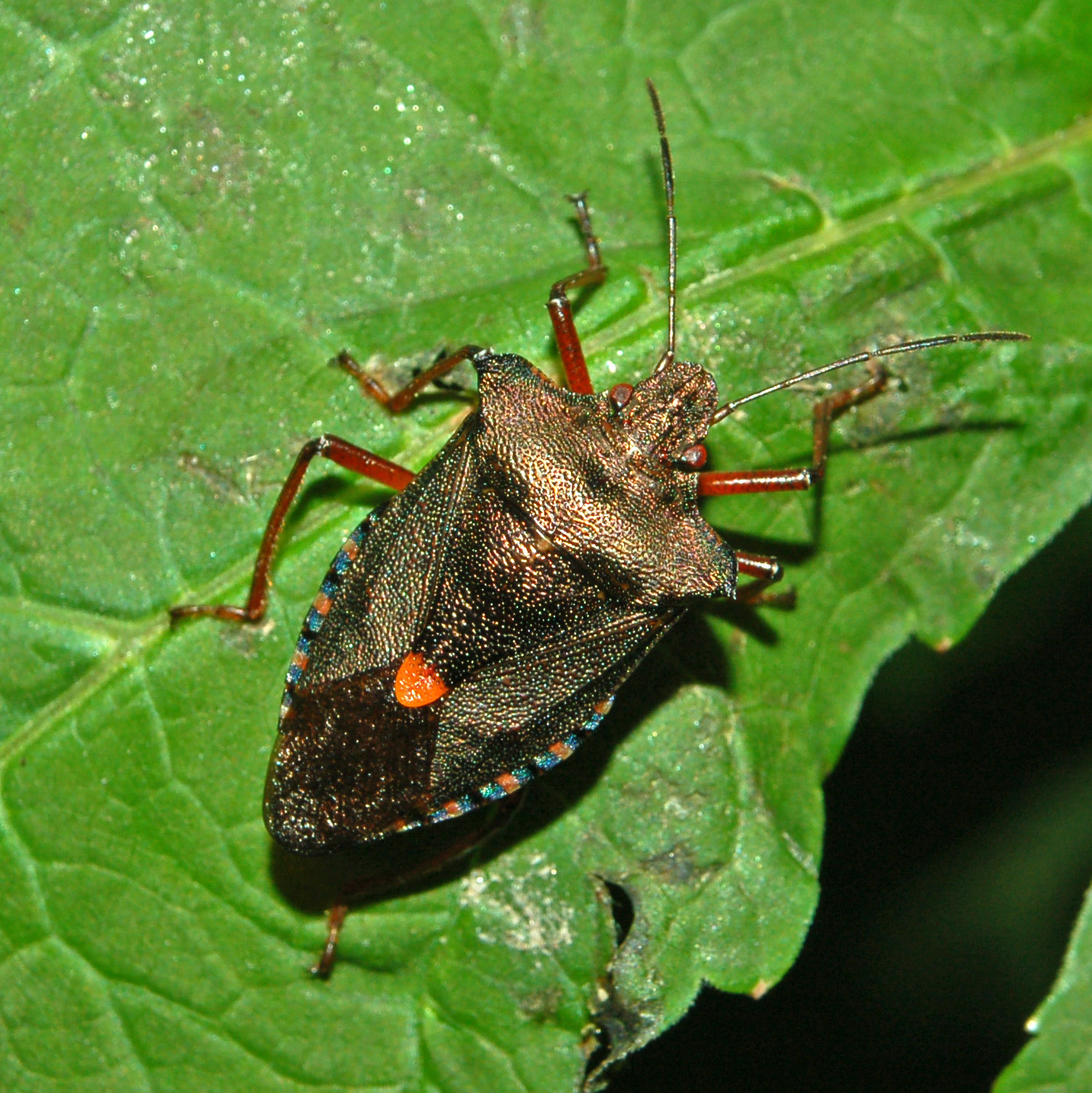
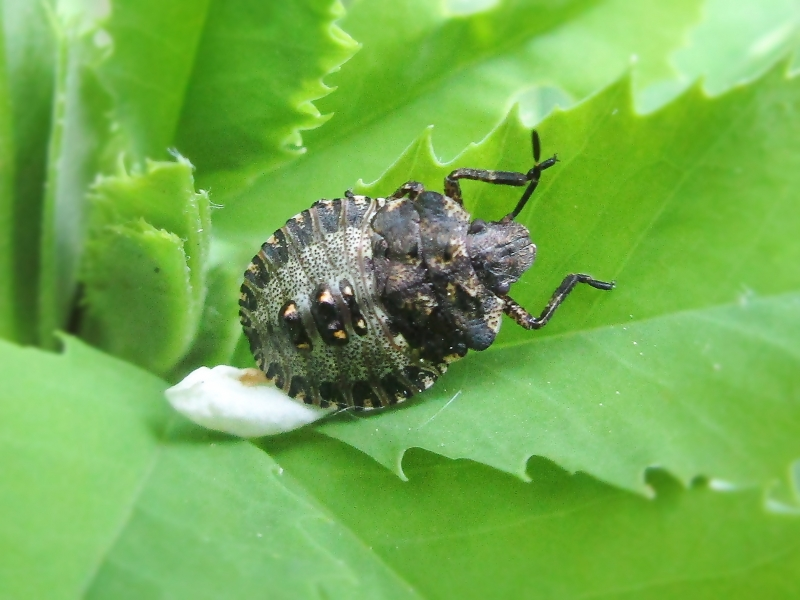